# Mahmoud El Khatib
Mahmoud El Khatib (Dakahlia, 30. listopada 1954.) je bivši egipatski nogometaš koji je nastupao za Al Ahly i egipatsku nogometnu reprezentaciju.
Čitavu karijeru je igrao za Al Ahly. Dva puta je bio najbolji strijelac Premijer lige Egipta. Ligu je osvajao deset puta. CAF Ligu prvaka je osvajao dva puta. Za Al-Ahly je odigrao 199 utakmica i postigao 109 golova.
S egipatskom nogometnom reprezentacijom igrao je na olimpijskim igrama 1980. i 1984. godine. Za reprezentaciju je zabilježio 54 nastupa, te postigao 24 pogotka. Godine 1983. izabran je za najboljeg afričkog igrača.

## Vanjske poveznice
|  | Zajednički poslužitelj ima stranicu o temi Mahmoud El Khatib |